# Зограф (село)
Зограф (болг. Зограф) — село в Болгарии. Находится в Добричской области, входит в общину Генерал-Тошево. Население составляет 160 человек.

## Политическая ситуация
Зограф подчиняется непосредственно общине и не имеет своего кмета.
Кмет (мэр) общины Генерал-Тошево — Димитр Михайлов Петров (коалиция в составе 2 партий: Политическое движение социал-демократов (ПДСД), Болгарская социалистическая партия (БСП)) по результатам выборов.